# Incontro alla Porta d'Oro (Giotto)
L'Incontro di Anna e Gioacchino alla Porta d'Oro è un affresco (200x185 cm) di Giotto, databile al 1303-1305 circa e facente parte del ciclo della Cappella degli Scrovegni a Padova. È l'ultimo delle Storie di Gioacchino e Anna nel registro più alto della parete destra, guardando verso l'altare, e raffigura l'incontro alla Porta d'Oro.

## Descrizione e stile
Le Storie di Gioacchino e Anna si ispirano al Protovangelo di san Giacomo e allo Pseudo Matteo (in latino) e al De Nativitate Mariae, che si ritrovano poi anche, rielaborati, nella Leggenda Aurea di Jacopo da Varazze. Modelli iconografici furono poi manoscritti miniati di origine bizantina, magari attraverso le derivazioni occidentali, anche se l'artista rinnovò profondamente tali modelli applicando la sua sensibilità moderna, in linea con i principi degli ordini mendicanti.
Dopo essere stato cacciato dal Tempio di Gerusalemme per essere ritenuto sterile (e quindi non benedetto da Dio), Gioacchino si ritirò presso i pastori delle montagne. Nel frattempo Anna, convinta di essere rimasta vedova, aveva avuto un miracoloso annuncio da un angelo che le aveva rivelato che presto avrebbe avuto un bambino. Nel frattempo anche Gioacchino aveva sognato un angelo, che lo confortava dicendogli che Dio aveva ascoltato le sue preghiere e che doveva tornare a casa dalla moglie. La scena mostra dunque l'incontro tra i due, che secondo lo Pseudo Matteo (3,5), avvenne davanti alla Porta d'Oro o Porta Aurea (She'ar Harahamim) di Gerusalemme, dopo che entrambi erano stati avvisati da messaggeri divini. Da sinistra proviene infatti Gioacchino, seguito da un pastore, e da destra Anna, seguita da un gruppo di donne diversificate per classe sociale, studiate accuratamente nelle acconciature e negli abiti. I due consorti vanno incontro l'uno all'altro e, subito fuori dalla porta, su un ponticello, si scambiano un affettuoso bacio, che allude alla procreazione (senza macchia): infatti Anna rimase subito dopo incinta.
L'architettura della porta ricorda l'arco di Augusto di Rimini ed è uno degli indizi che collocano il soggiorno del pittore nella città romagnola prima di arrivare a Padova. Celebre è la naturalezza della scena, col pastore che incede per metà tagliato fuori dalla scena (a sottintendere uno spazio più grande di quello dipinto), o col bacio e l'abbraccio reciproco della coppia, sicuramente il più realistico dipinto fino ad allora e che rimarrà tale per quasi due secoli. Molto lodata dalla critica è stata la scelta di disegnare la coppia come una "piramide plastica" dalla grande forza espressiva. Emblematica è la figura vestita di nero, colore raro in Giotto, che si copre metà del volto col mantello: forse un'allusione allo stato di vedovanza tenuto fino ad allora da Anna.
La luce ha un ruolo chiave nella composizione, definendo il volume delle figure e anche la profondità spaziale, come mostrano i pilastri posteriori delle altane nelle torri, dipinti in ombra. Prevalgono le tinte pastello e molto curati sono i dettagli, soprattutto nel gruppo delle ricche donne. Bilanciato con sapienza è il rapporto tra figure e architettura, che non è un semplice sfondo, ma il vero palcoscenico dell'azione, abitato dai personaggi.

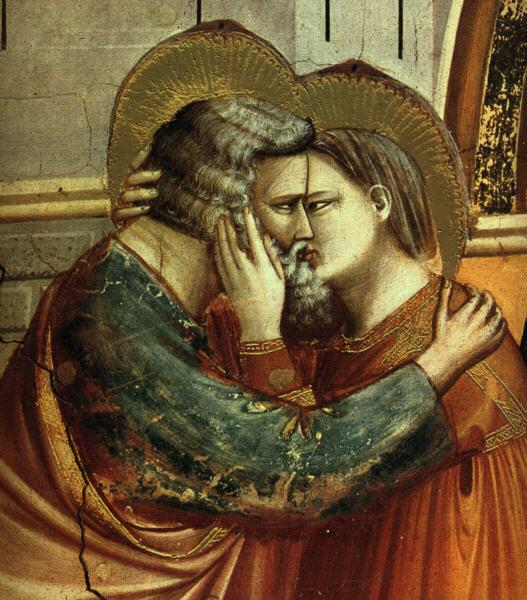
Dettaglio
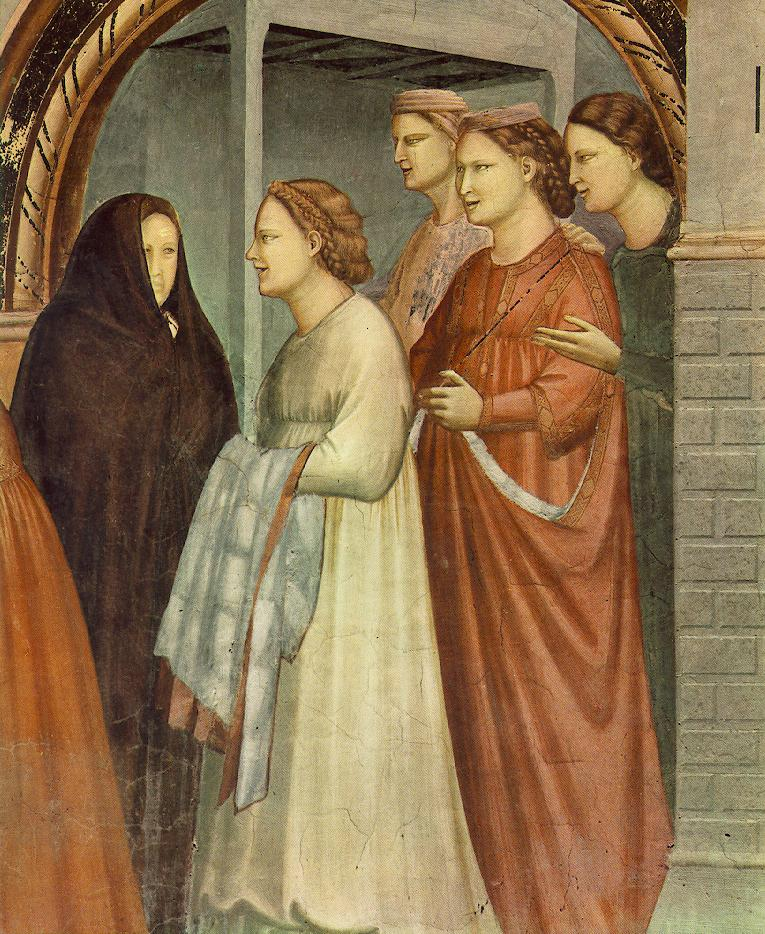
Dettaglio